# Peter Machin
Peter Machin (* 30. August 1973 in Adelaide, South Australia) ist ein australischer Dartspieler. 

## Karriere
Peter Machin fiel erstmals im Jahr 2005 durch ein Halbfinale bei der Australischen Meisterschaft auf. Ein Jahr später stand er bei den Pacific Masters im Achtelfinale. 2008 war Machin Teil des Australischen Teams beim WDF Asia-Pacific Cup. Er konnte dabei die Einzelkonkurrenz für sich entscheiden. Auch bei den New Zealand Masters kurz darauf stand Machin im Achtelfinale. Im Dezember nahm Machin erstmals am World Masters in England teil, verlor jedoch direkt das erste Spiel gegen Daniel Larsson mit 0:3. Auch beim Qualifier für die BDO-WM schied Machin früh aus. 2009 erreichte Machin das Viertelfinale der Pacific Masters. Er war in den darauffolgenden Jahren jedoch eher auf regionalen Turnieren anzutreffen und erfolgreich. 
2011 nahm Machin am WDF World Cup im irischen Castlebar teil. Er erreichte dabei im Einzel das Achtelfinale. Das Team stand letztlich im Viertelfinale. Anfang 2012 schied Machin beim West Coast Classic im Viertelfinale aus. Im Juni spielte er sich bei der Australischen Meisterschaft ins Finale und unterlag Justin Miles. Außerdem ging es im Einzel beim WDF Asia-Pacific Cup 2012 ins Viertelfinale. 
Beim WDF World Cup 2013 in St. John’s in Kanada schied Machin im Einzel im Achtelfinale gegen Wayne Warren aus. Bei den Australian Masters kurz darauf war im Halbfinale Schluss. Auch 2014 erzielte Machin gute Ergebnisse bei den Turnieren in seiner Heimat und stand im Einzel des WDF Asia-Pacific Cup im Achtelfinale und konnte im Doppel mit James Bailey im Finale. 
Im April 2015 gewann Machin erstmals ein Turnier auf der Australian Grand Prix Tour, einer Tour, die der Professional Darts Corporation angehört. Im Finale des Turniers Nummer 9 gewann Machin mit 6:4 gegen Rob Modra. Es folgte ein weiterer Titel beim Australian Grand Masters im Juli, wo er im Finale Scott Johnson schlagen konnte. Im gleichen Monat gewann er auch das Pacific Masters gegen Raymond O’Donnell. Beim WDF World Cup 2015 in Antalya war Machin erneut am Start, schied aber bereits unter den letzten 32 aus.
Im April 2016 gewann Machin das Murray Bridge Grand Prix im Finale gegen Raymond Smith. Ende Mai war Machin als Internationaler Qualifikant Teil des BDO World Trophy. Hier machte Machin erstmals ein größeres Publikum auf sich aufmerksam. In der ersten Runde besiegte er Jim Williams mit 6:4, bevor er in der zweiten Runde den dreifachen WM-Finalisten Tony O’Shea mit 7:6 aus dem Turnier nahm. Im Viertelfinale traf er auf den aktuellen BDO-Weltmeister Scott Waites und konnte auch diesen mit 8:4 besiegen. Im Halbfinale behielt er gegen Dean Reynolds mit 11:9 die Oberhand, sodass Machin in sein erstes Major-Finale erreichte. Hierbei traf er auf Darryl Fitton und verlor mit 9:13. Er gewann durch diesen Finaleinzug 10.000 Pfund Sterling. Zwei Monate später stand Machin im Finale der Australian Grand Masters, wo er Corey Cadby unterlag. Beim WDF Asia-Pacific Cup 2016 im japanischen Ibaraki stand Machin im Finale des Einzels, indem er Justin Thompson unterlag.
Auch 2017 war Machin wieder bei der BDO World Trophy dabei. Erneut als Regionaler Qualifikant besiegte er in Runde eins Geert De Vos mit 6:3 und konnte auch in der zweiten Runde Scott Mitchell mit dem gleichen Ergebnis schlagen. Im Viertelfinale besiegte er die BDO-Legende Martin Adams mit 7:4 und kam auch im Halbfinale mit 8:6 an Wesley Harms vorbei. Zum zweiten Mal stand Machin also im Finale des Turniers. Mit 10:8 besiegte er hier den Waliser Martin Phillips und gewann somit seinen ersten Major-Titel. Außerdem spielte er im Verlauf des Turniers ein 170er-Finish und konnte dafür ein extra Preisgeld erringen. Das Australian Grand Masters Anfang Juli konnte Machin ebenfalls für sich entscheiden. Ende des Monats unterlag er im Finale der Pacific Masters Andrew Townes.
Beim WDF World Cup 2017 war Machin wieder dabei und erreichte im Einzel das Achtelfinale. Mit dem australischen Team gewann Machin die Goldmedaille gegen die USA. Durch seinen Sieg bei der BDO World Trophy war Machin erstmals für das im November ausgetragene PDC-Turnier Grand Slam of Darts 2017 qualifiziert. Dort unterlag Machin in seinen ersten beiden Partien mit 1:5 gegen Phil Taylor und James Wade und war somit vorzeitig ausgeschieden. Sein drittes Gruppenspiel gegen Robbie Green gewann er mit 5:3.
Bei der BDO World Trophy 2018 war Machin als Titelverteidiger qualifiziert. In der ersten Runde gewann er mit 6:3 gegen James Hurrell, bevor er mit 6:5 auch Wesley Harms schlagen konnte. Im Viertelfinale traf er auf den Deutschen Michael Unterbuchner und blieb mit 1:7 chancenlos. Seinen Titel bei den Australian Grand Masters konnte Machin mit einem Finalsieg über Raymond Smith verteidigen. Auch das Pacific Masters gewann Machin in diesem Jahr wieder. Beim WDF Asia-Pacific Cup 2018 erreichte Machin im Einzel das Viertelfinale.
Im April 2019 gewann Machin das Murray Bridge Grand Prix im Finale gegen Jeremy Fagg. Im August gewann er das Pacific Masters. Beim WDF World Cup 2019 in Cluj-Napoca in Rumänien stand Machin erstmals im Finale des Einzels. Er unterlag dabei denkbar knapp mit 6:7 gegen den Neuseeländer Darren Herewini.
Durch die COVID-19-Pandemie kam der Dartsport der WDF nahezu vollständig zum Erliegen und auch Machin trat erstmal nicht mehr in Erscheinung. Im April 2022 meldete er sich mit einem Turniersieg beim Murray Bridge Grand Prix zurück. Mit 8:4 besiegte er hier Tony Pettit im Finale. Ende Juni verlor er das Finale der Victorian Classic mit 7:8 gegen Mal Cuming. Anfang August war Machin für das Platin-Turnier der Australian Darts Open 2022 qualifiziert. An Position fünf gesetzt gewann er seine Spiele gegen Justin Thompson und Leon Towns in der Gruppenphase, bevor er im Achtelfinale dem späteren Sieger Raymond Smith mit 2:6 unterlag. Beim North Queensland Classic im September stand Machin im Halbfinale, ebenso bei den Alice Springs Open im November.
Im Februar 2023 erreichte Machin beim als Gold-Turnier eingestuften South Australian Classic das Viertelfinale, wo er mit 3:4 gegen Michael Cassar verlor. Den Titel beim Murray Bridge Grand Prix konnte Machin nicht verteidigen: Mit 4:5 unterlag er Brandon Weening. Im August war Machin erneut für das Australian Darts Open 2023 qualifiziert. Erneut überstand er seine Vorrundengruppe mit zwei Siegen über Stuart Coburn und Karl Schaefer, bevor er ebenfalls wie im Vorjahr im Viertelfinale gegen Raymond Smith - dieses Mal mit 4:6 - verlor.
Ende September nahm Machin mit der Australischen Nationalmannschaft wieder am WDF World Cup 2023 teil. Im Einzel unterlag er unter den letzten 32 mit 3:4 gegen den späteren Turniersieger Berry van Peer. Im Doppel schieden Machin und Raymond Smith im Achtelfinale gegen ebenfalls die Goldmedaillengewinner Ben Robb und Haupai Puha aus Neuseeland aus. Für das Australische Team ging es bis ins Halbfinale, wo man jedoch England unterlegen blieb. Im Dezember nahm Machin zum ersten Mal an einer Weltmeisterschaft teil. Bei der WDF World Darts Championship 2023 war Machin an Position zwölf gesetzt, blieb aber in seinem ersten Spiel gegen James Richardson mit 0:3 chancenlos unterlegen.
Beim South Australian Classic im Februar 2024 schied Machin im Halbfinale gegen Brandon Weening aus. Im April unterlag er im Finale des Ivy Hampton Memorial, erneut gegen Weening. Gleiches gilt fürs am gleichen Wochenende ausgetragene Billie Hill Memorial. Beim Burns Club Centenary Classic im Juni schied Machin im Halbfinale aus. Auch beim Bunbury Classic Mitte Oktober blieb er im Halbfinale hängen. Dafür gewann er am gleichen Wochenende das Pit to Port Classic mit 5:4 im Finale gegen Kimberly Lewis. Eine Woche später war machin beim Murray Bridge Classic im Finale gegen Karl Schaefer erfolgreich.
Bei der WDF World Darts Championship 2024 Anfang Dezember war Machin an Position fünf gesetzt. Ihm gelang dabei ein komfortabler Erstrundensieg gegen Mike Gillet. Mit 3:0 zog er ins Achtelfinale ein, wo er auf Cliff Prior traf und auch diesen mit 3:1 besiegen konnte. Im Viertelfinale unterlag er dann gegen den ungesetzten Shane McGuirk mit 0:4.
Mitte Februar erreiche Machin beim South Australian Classic das Viertelfinale, in dem er gegen den späteren Titelträger Raymond Smith mit 2:5 verlor. Ende April gewann Machin den Murray Bridge Grand Prix mit 6:1 im Finale gegen Tristan Bognar.

## Privates
Zum Dartsport kam Machin über seinen Vater Brian, der ebenfalls Darts gespielt hat. Er ist mit der Dartspielerin Debbie Machin verheiratet. Die beiden lernten sich bei einem Turnier im Jahr 2004 kennen. Mit Debbie hat Machin zwei Kinder.

## Weltmeisterschaftsresultate

### WDF
- 2023: 2. Runde (0:3-Niederlage gegen  James Richardson)
- 2024: Viertelfinale (0:4-Niederlage gegen  Shane McGuirk)

## Titel

### WDF
- Bronze-Turniere
  - Murray Bridge Grand Prix: (1) 2022
  - Newcastle Classic: (1) 2022
- Silber-Turniere
  - Murray Bridge Grand Prix: (1) 2025